# Fu Hao
Fu Hao (chinois simplifié : 妇好 ; chinois traditionnel : 婦好 ; pinyin : Fù Hǎo)(zh), ayant vécu autour de 1250-1192 avant J.-C. pendant l'âge de bronze, est une femme politique, cheffe militaire et religieuse chinoise du règne du roi Wu Ding des Shang, dont elle fut la seconde épouse.
Son nom posthume est Mu Xin (chinois : 母辛 ; litt. « Mère Xin »). Elle est générale en chef des armées et grande prêtresse. Elle est connue pour avoir remporté des victoires militaires contre les tribus Yi, Ba, Qiang et les grands ennemis Tufang.

## Biographie

### Dénomination
Fu Hao (妇好墓, Fùhǎo Mù) signifie le « bien » (hao, 好), mais pourrait également vouloir dire féminin (Fu Zi) en se prononçant zi (女, nǚ), le radical de femme.
Son patronyme avant Fu Hao est le signe d’un « 亞 » (Ya) dessiné avec un « 兕 » (Si) au milieu.
Du nom de son fief reçu en mariage, elle prend le nom de clan « Hao » (好) et se fait connaître comme « Fu Hao » (婦好), ou « reine Fu Hao » (後婦好).
A son décès, elle reçoit le nom de temple « Xin » (辛).

### Ascension politique et religieuse par le mariage
On sait peu de choses de Fu Hao avant son mariage. Elle est la fille d'un chef de tribu au Nord-Ouest de l'Empire du Milieu. Peut-être avait-elle déjà exercé à la tête de son clan.
Alors que le roi Wu Ding, 22e roi Shang, cherche l'allégeance des tribus voisines, elle accepte de devenir l'une de ses 64 concubines. Elle intègre ainsi la cour d'Anyang vers 1200 avant J.-C. et gravit rapidement les échellons jusqu'à devenir l'une des trois épouses du roi Wu Ding avec Fu Jing (婦妌) et Fu Shi (婦嬕). Elle devient la seconde reine après Fu Jing la reine principale.
Elle a 2 enfants, une fille d'abord Xiao Chen Tao malgré des oracles contraires qui menace quelque temps sa position. Puis, elle accouche d'un fils sur son domaine, qui devient le prince Zu Ji (祖己). Les inscriptions sur os d'oracle montrent le souci de son bien-être au moment de la naissance.
Erudite et conseillère du roi, Fu Hao reçoit le titre de grande prêtresse et d'oracle de la part du Wu Ding. Elle officie les offices religieux, fait les discours des orateurs, prépare les offrandes, interprète les oracles (carapaces de tortue dites jiaguwen ou os de boeuf cuits) et les marquent d'inscriptions ossécailles, des rituels qui sont alors les événements nationaux les plus importants socialement et politiquement. Elle est considérée comme la première femme à avoir la charge des vaisseaux sacrificiels de l'Etat, ce qui dénote d'un statut particulièrement élevé à la cour. Elle est également considérée comme une sorte d'ambassadrice pour l'époque.
Elle est également la première à mouler des Ding (鼎), des vases tripodes en bronze d'une grande richesse et dont la production est limitée. Elle en forge de grande taille, dont le Si Mu Xin Ding.

### Ascension sociale par l'armée
Fu Hao est une manieuse d'armes et conductrice de char de talent (on ne monte pas encore à cheval à l'époque). Elle est remarquée pour son courage et sa détermination lors des chasses royales et à l'extérieur en faisant prisonnier les bandits de campagne qui menacent le commerce et les frontières. Certains prisonniers sont utilisés comme offrandes sacrificielles aux ancêtres et auraient été cuits, décapités, brûlés et bouillés vifs.
Fu Hao est promue générale en chef des armées alors qu'encore adolescente en promesse de rétablir l'ordre aux frontières de l'empire, ce qui lui permet d'acquérir une grande renommée. Elle commande jusqu'à 13 000 soldats (plus de la moitié de l'armée Shang) et gagne la plupart de ses batailles. Elle a sous ses ordres les généraux expérimentés Qin et Yu. En tant que cheffe de guerre, elle porte la symbolique hache de combat de 9 kg de bronze, un objet d'apparat à qui l'on prête un pouvoir divin de conquête.
Elle recrute des soldats jusque dans sa propre tribu (3 000 membres de son fief) et surveille la frontière contre les tribus du Nord-Ouest. Fu Hao n'est pas la seule femme à servir dans l'armée durant la dynastie Shang : environ 600 femmes luttent avec elle. La liste de ses exploits militaires est retrouvée inscrite sur près de deux cent carapaces de tortue, utilisées pour faire des oracles, lors de fouilles à Yinxu en 1936.
Fu Hao vainc plus de vingt Etats, dont le Tufang du Nord, Yi, Bafand du Sud et le Guifang. Elle conquit 5 royaumes à savoir Tufang, Xiawei, Yinfang (ou Bafang), Yifang et Longfang. En comparaison, la reine rivale Fu Jing ne remporte que Longfang.
A Qiangfang, Fu Hao affaiblit grandement les Qiang et stabilise la frontière ouest de l'empire Shang. Sa victoire est considérée comme la première embuscade à grande échelle.
Elle est connue pour avoir remporté en une bataille des décennies de conflits avec les Tufang, qui envahissaient la frontière ouest et volaient personnes et marchandises. À la suite de cette défaite, les Tufang ne franchissent plus la frontière et sont plus tard incorporés à l'empire. Cette bataille est considérée comme la plus importante de la dynastie Shang qui s'étend de 1600 à 1046 avant J.-C.
En remerciement de son travail, Wu Ding lui offre un domaine et 3 000  soldats aux frontières de l'empire qu'elle administre seule en tant que seigneur féodal.
Fu Hao décède prématurément à 33 ans, soit de maladie, d'une blessure de guerre ou d'un accouchement difficile. Le roi fait construire à son honneur un mausolée royal Shang en limite de l'ancienne cité de Yin (Anyang).
Après sa mort, Wu Ding la marie religieusement 3 fois pour qu'elle ne souffre pas de solitude. Une première fois à son ancêtre le 13e roi Shang, puis au 4e et au 1er roi Shang.

## Inhumation
La tombe de la dame Fu Hao est découverte en 1976 par l’archéologue chinoise Zheng Zhenxiang et son équipe dans le cimetière de Xibeigang (aux alentours de la ville d'Anyang).
Sa typologie diffère totalement de celles des autres tombes royales : le roi Wu Ding aurait demandé que son épouse soit enterrée près de son palais et non dans la nécropole royale comme le souhaite la tradition. Le mausolée demeure à ce jour l'unique tombe royale Shang retrouvée intacte parmi les 12.

### Typologie de la tombe
La particularité de sa tombe réside en l'absence de rampes d'accès. Elle est composée d'une fosse rectangulaire en bois de 4 × 5 m et de 7,5 m de profondeur, recouverte d'un tumulus.
En dessous du cercueil de la reine se trouve une deuxième fosse, où étaient inhumés 6 chiens sacrifiés. On note la présence certaine de cercueils en bois laqué ayant aujourd'hui disparu destinés aux 16 servants et servantes sacrifiés de la reine, dont on retrouve les squelettes à l'emplacement même du lieu.

### Mobilier funéraire
Le mobilier funéraire est d'une richesse inédite comprenant  6 900 cauris, 755 jades, 500 épingles à cheveux en os ou en jade, 468 bronzes pour une masse totale de 1,6 t, 11 poteries et 3 coupes d'ivoire.
La majorité des bronzes de cette tombe sont marqués du nom posthume de la reine, Si Mu Xin. Parmi les objets les plus importants, on trouve un fang ding en bronze et un vase zoomorphe tripode « Zun » en forme de chouette. Les vases sont marqués par une riche ornementation faite de leiwen et de masques, en accord avec le goût des Shang à la fin de cette période.
On retrouve également en lien avec son statut militaire 130 armes de bronze, 20 pointes de flèche en os, des hallebardes et des haches-poignards.

## Postérité
- Peiter Sebastian, Wu Qi, Tim Dunn, Fu Hao, reine et guerrière : La Chine à l'âge du bronze, documentaire histoire ARTE, 52 minutes[8]